# Волоколамская эстакада (Сокол)
Волокола́мская эстака́да на Со́коле — автомобильная эстакада в районе Сокол Северного административного округа Москвы, составная часть Развязки на Соколе.

## Характеристика

Эстакада незадолго до открытия

Эстакада начинается на Ленинградском проспекте после перекрёстка с Балтийской улицей. Проходит над Ленинградским тоннелем и над перекрёстком Ленинградского и Волоколамского шоссе. Эстакада заканчивается на Волоколамском шоссе напротив дома 4К5.
Движение — одностороннее, из центра в область. Эстакада имеет две полосы для движения. По ней проходили 4 троллейбусных маршрута.
Эстакада является дублёром Волоколамского тоннеля. Эстакада призвана разделить два потока машин: тех, кто из дворов и улиц с севера от тоннеля следует на Волоколамское шоссе и тех, кто с Ленинградского шоссе поворачивает на улицу Алабяна. Длина эстакады составляет 390 метров.

## История
Строительство Волоколамской эстакады на Соколе началось в конце 2000-х годов в рамках проекта Большая Ленинградка. Изначально была сооружена временная эстакада. 8 сентября 2011 года в присутствии мэра Москвы Сергея Собянина эстакада была открыта в 11:20. По его словам, открытие эстакады означает завершение реконструкции Ленинградского проспекта и Волоколамского шоссе, поэтому её строительство велось в первоочерёдном порядке. Всего на строительство Волоколамской эстакады было потрачено 367,3 миллиона рублей. После открытия постоянной эстакады Сергей Собянин распорядился снести временную эстакаду, так как она мешает движению транспорта.